# Pasquale Paoli
Pasquale Paoli (italiensk: Filippo Antonio Pasquale de Paoli, korsikansk: Filippu Antone Pasquale de Paoli, fransk: Pascal Paoli) (født 6. april 1725 i Stretta/Morosaglia, Korsika – død den 5. februar 1807 i London) var en korsikansk revolutionær og frihedskæmper.

## Korsika
Pasquale Paoli blev født 1725 i Stretta i sognet Morosaglia, det nuværende departement Haute-Corse på Korsika. Hans far, general Giacinto Paoli, var en art premierminister i det kortvarige kongerige Korsika under kong Theodor 1. af Korsika, og han drog i 1739 i eksil til Napoli sammen med sin yngste søn, Pasquale. I 1755 vendte den nu 30-årige Paoli, der var fenrik ved den korsikanske garde hos kongen af Napoli, tilbage til Korsika og bekæmpede Republikken Genova som kommandant i spidsen for den korsikanske guerilla. Det lykkedes ham at drive genoveserne ud af øens indre, sådan at de blev indesluttet i nogle få havnebyer.
Det samme år gav Paoli Korsika en demokratisk grundlov og regerede øen i en kort periode. Han udnævnte Corte til landets hovedstad. Blandt andre var han gode venner med familien Buonaparte, som kæmpede på hans side mod den korsikanske modstander, Marius Matra. Carlo di Buonaparte, Napoléons far, var medarbejder på den korsikanske grundlov og blev Paolis højre hånd.
Da genoveserne overgav øen til Frankrig som pant den 5. maj 1768, bekæmpede Paoli franskmændene. Samme år måtte en 10.000 mand stærk hærenhed, der var ilandsat på øen, trække sig tilbage igen. Et år senere landede dog 22.000 mand under ledelse af Comte de Vaux, og de slog korsikanerne den 9. maj 1769 ved Ponte Novu. Paoli nedlagde våbnene og valgte at gå i eksil. I 1790 besluttede den revolutionære nationalforsamling i Paris, at Korsika endegyldigt skulle annekteres af Frankrig.

## Livet i eksil
På sin vej til England blev Paoli modtaget og hyldet som frihedshelt i hele Europa. Han mødte kejser Joseph 2. af det tysk-romerske rige og ligeledes Goethe, som senere beskrev deres møde i værket Dichtung und Wahrheit.
Paolis liv var kendetegnet af kampen for målet, den forenede, korsikanske nation. Derfor indgik han skiftende alliancer med Frankrig og England, og han opretholdt kontakter med Jean-Jacques Rousseau, Frederik den Store, Katharina 2. af Rusland, paven, de nydannede Amerikas forenede stater, den tyrkiske sultan og beyen af Tunis.
For de amerikanske oprørere spillede Paoli en tosidet rolle: på den ene side var hans korsikanske projekt et forbillede, og på den anden side forsøgte man at få Paoli, der levede i eksil i England over på egen side. Da Paoli ikke lod sig spænde for den amerikanske revolutions vogn, blev hans indflydelse derovre stærkt formindsket, men hans tøven forklares blandt andet ved, at han levede af betalinger fra den engelske konge og derfor følte sig forpligtet overfor ham.
Under den franske revolution rejste Paoli via Frankrig atter tilbage til Korsika. I Frankrig modtog de revolutionære ham som helt og forkæmper, men med radikaliseringen af revolutionen blev den liberale Paoli mere fremmed overfor den. Imod Frankrig og i håbet om en fornyet uafhængighed søgte han forbund med England, hvad der førte til oprettelsen af det kortvarige anglo-korsikanske kongerige, som skulle sikre englænderne et vigtigt støttepunkt i Middelhavet under deres kamp mod Frankrig.

## Eftermæle
Selv om han tilbragte 47 år af sit liv i eksil, er Paolis virke for Korsika umiskendelig selv i nutiden: Det eneste universitet på Korsika, som ligger i Corte, blev oprettet af ham. Pasquale Paoli nyder endnu i dag høj anseelse på Korsika, og korsikanerne betegner ham som „U Babbu di a patria“ (= ”Fædrelandets far”).
Paoli fik sit sidste hvilested i Westminster Abbey i London, noget som kun få ikke-briter opnår, og hvor han mindes med en plade, der opregner hans indsatser. I 1889 blev hans rester overført til familiens kapel i Morosaglia på Korsika.